# Lithocarpus sogerensis
Lithocarpus sogerensis là một loài thực vật có hoa trong họ Cử. Loài này được (S.Moore) Markgr. ex A.Camus mô tả khoa học đầu tiên năm 1954.